# مات سادلر
مات سادلر (بالإنجليزية: Mat Sadler)‏ هو لاعب كرة قدم بريطاني في مركزي الدفاع، ولد في 26 فبراير 1985 في برمنغهام في المملكة المتحدة. شارك مع منتخب إنجلترا تحت 17 سنة لكرة القدم ومنتخب إنجلترا تحت 18 سنة لكرة القدم ومنتخب إنجلترا تحت 19 سنة لكرة القدم. أما مع النوادي، فقد لعب مع أولدهام أثلتيك وبرمنغهام سيتي وستوكبورت كونتي وشروزبري تاون ونادي روذرهام يونايتد ونادي كرولي تاون ونادي واتفورد ونادي والسول ونورثامبتون تاون.

## وصلات خارجية
- مات سادلر على موقع قاعدة بيانات كرة القدم.إي يو (الإنجليزية)
- مات سادلر على موقع Soccerbase.com (لاعب) (الإنجليزية)
- مات سادلر على موقع عالم كرة القدم.نت (الإنجليزية)